# Saint Éguiner
Saint Éguiner est un martyr et un saint breton et cornique. Son nom peut aussi s'écrire Guigner , Éginer ou Fingar.
Sa légende veut qu'il soit le fils d'un roi d'Irlande, chassé par celui-ci parce qu'il avait embrassé la foi chrétienne. Il s'embarque pour la Bretagne, où on lui fait un accueil si favorable qu'il décide quelque temps après de retourner dans son pays pour convaincre d'autres chrétiens de venir vivre avec lui dans cette contrée si agréable. Il aurait construit un ermitage sur la commune de Pluvigner (Morbihan), où ses reliques auraient été transportées après sa mort. 
Disciples de saint Patrick, lui et ses compagnons vivent en ermites. Mais, en 455, ils sont exécutés sur ordre d'un prince appelé Théodoric.
Les versions de la vie de saint Éguiner sont diverses, et toutes ne donnent pas forcément les mêmes lieux ni les mêmes dates. Il a donné son nom aux communes de Pluvigner dans le Morbihan, ainsi que celles de Loc-Éguiner et de Loc-Eguiner-Saint-Thégonnec, dans le Finistère. On le fête le 23 mars ou encore le 14 décembre.